# لاغاندي
هي مدينة تقع في مقاطعة ريدجو كالابريا في إيطاليا .

## السكان
في سنة 1861 بلغ عدد السكان 650 نسمة، وتطور العدد ليصل في سنة 2011 لـ 412 نسمة.
يظهر هذا المخطط البياني تطور النمو السكاني لـ لاغاندي